# Флаг Ненецкого автономного округа
Флаг Не́нецкого автономного округа (нен.  Ненэцие” автономной округхы" Флаг) является официальным символом Ненецкого автономного округа как субъекта Российской Федерации, единства и взаимодействия граждан, населяющих округ.

## Описание
«Флаг Ненецкого автономного округа представляет собой полотнище с соотношением сторон 2:3, разделённое по горизонтали на три неравных полосы: белую, синюю и зелёную.
Вверху синяя полоса ограничена орнаментом, являющимся традиционным в культуре народов Севера. Орнамент состоит из геометрически правильных фигур, изображённых в виде обычных (белых) и перевёрнутых (синих) стропил. Стропила расположены под углом 90 градусов по отношению друг к другу.
Площадь единицы элемента, образующего орнамент, имеет ромбовидную форму и составляет 1/2500 часть всей площади флага. Каждый однообразный участок орнамента повторяется по всей длине флага восемь раз и состоит из 25 равных ромбов.
Габаритная высота синей полосы составляет 1/5 ширины полотнища. Высота полосы орнамента составляет 2/25 ширины полотнища. Высота зелёной полосы составляет 3/25 ширины полотнища».

## Рога оленя
В орнаменте флага Ненецкого автономного округа использован узор «хор ламбей (рога оленя)». Традиционно этот мозаичный узор используется для декорирования паниц в виде лент, вшиваемых вдоль плеч, по низу рукава, между станом и прошивной полосой на подоле и полах. Номинативное определение этого мозаичного узора в ненецком языке, соотносится с основным видом хозяйственной деятельности ненцев — оленеводством и зафиксированно целым рядом исследователей. Серебро — символизирует благородство, откровенность, а также чистоту, невинность и правдивость. Лазурный цвет — символизирует великодушие, честность, верность и безупречность, или просто небо, зелень — символизирует надежду, изобилие, свободу и радость, но может и просто означать луговую траву.
Данный проект победил в конкурсе, проводившемся в 2002 году.